# Toray Pan Pacific Open 2010
Toray Pan Pacific Open 2010 — жіночий тенісний турнір, що проходив на відкритих кортах з твердим покриттям. Це був 27-й за ліком Toray Pan Pacific Open. Належав до категорії Premier у рамках Туру WTA 2010. Відбувся в Ariake Coliseum у Токіо (Японія). Тривав з 26 вересня до 2 жовтня 2010 року. Каролін Возняцкі здобула титул в одиночному розряді.

## Переможниці та фіналістки

### Одиночний розряд
Каролін Возняцкі —  Олена Дементьєва, 1–6, 6–2, 6–3
- Для Возняцкі це був 5-й титул за сезон і 11-й — за кар'єру.

### Парний розряд
Івета Бенешова /  Барбора Стрицова —  Шахар Пеєр /  Пен Шуай, 6–4, 4–6, [10–8]

## Учасниці

### Сіяні учасниці
| Країна    | Гравчиня               | Рейтинг1 | Сіяна |
| --------- | ---------------------- | -------- | ----- |
| Данія     | Каролін Возняцкі       | 2        | 1     |
| Росія     | Віра Звонарьова        | 4        | 2     |
| Сербія    | Єлена Янкович          | 6        | 3     |
| Австралія | Саманта Стосур         | 7        | 4     |
| Італія    | Франческа Ск'явоне     | 8        | 5     |
| Польща    | Агнешка Радванська     | 9        | 6     |
| Росія     | Олена Дементьєва       | 10       | 7     |
| Білорусь  | Вікторія Азаренко      | 11       | 8     |
| КНР       | Лі На                  | 12       | 9     |
| Росія     | Світлана Кузнецова     | 13       | 10    |
| Франція   | Маріон Бартолі         | 14       | 11    |
| Росія     | Марія Шарапова         | 15       | 12    |
| Ізраїль   | Шахар Пеєр             | 17       | 13    |
| Франція   | Араван Резаї           | 18       | 14    |
| Росія     | Надія Петрова          | 19       | 15    |
| Росія     | Анастасія Павлюченкова | 20       | 16    |

- Посів ґрунтується на рейтингові станом на 20 вересня 2010.

### Інші учасниці
Нижче наведено учасниць, які отримали вайлдкард на участь в основній сітці:
- Кіміко Дате
- Моріта Аюмі
- Курумі Нара

Нижче наведено гравчинь, які пробились в основну сітку через стадію кваліфікації:
- Грета Арн
- Івета Бенешова
- Чжан Кайчжень
- Катерина Макарова
- Крістіна Макгейл
- Лора Робсон
- Коко Вандевей
- Роберта Вінчі

Гравчиня, що потрапила до основної сітки як щасливий лузер:
- Марія Хосе Мартінес Санчес

### Відомі гравчині, що відмовились від участі
- Лі На
- Серена Вільямс
- Чжен Цзє